# L'Enfant d'Hiroshima
L'Enfant d'Hiroshima est une série de lettres entre une mère et son fils, Isoko et Ichirô Hatano, écrite entre 1944 et 1948 durant la Seconde Guerre mondiale. Le livre compte 79 échanges de lettres. Le livre est traduit en français par Seiichi Motono et édité la même année par les éditions du temps. Il fait l'objet de multiples éditions par la suite dont celles parues aux éditions G.P. dans la collection Super-bibliothèque illustrée par Jean Reschofsky (1961), ou encore aux éditions Gallimard jeunesse dans la collection Folio junior, illustrée par Joan Schatzberg et la couverture est de Keleck

## Résumé
Une histoire vraie : la correspondance entre Ichirô, élève au lycée de Tokyo, et Isoko, sa mère, qui vit à la campagne. Des lettres qui tissent un lien unique que la séparation rend encore plus fort. Touchante est la délicatesse maternelle qui respecte la liberté et la sensibilité de son fils à une époque aussi douloureuse que celle d'Hiroshima en temps de la guerre. Touchante  est la plume d'Ichirô quand il écrit : "Faites rage, lames et vents du monde impur, moi j'avance dans la vie, aux côtés de ma mère forte".